# Мојмир I
Мојмир I (чеш. Mojmír I.; 795—846) је био први историјски потврђени кнез аутентичне Моравске кнежевине, (око 818—846). Кнез Велико Моравске државе (830—846). Оснивач словенске династије Мојмирових (чеш. Mojmírovci, слч. Mojmírovci, рус. Моймировичи). Почетком 9. века уједињена су под његовом управом словенска племена северно од Дунава, а он је постао владар кнежевине Моравско-словенске државе, која се налазила у сливу Мораве.
Он се појављује у франачким изворима по први пут 830, као владар Моравске кнежевине, словенске државе која је обухватала територије данашње Чешке Републике, Словачке, Карпатске Русије, Мађарске, Словеније и северне Хрватске. Мојмир је подржао хришћанске мисионаре из Пасауа, и прихватио франачки формални суверенитет.
833. године он је присајединио Моравској и Њитранску кнежевину, првобитно под влашћу кнеза Прибине. Уједињењем ове две државе, основао је нову државу познату као Велика Моравска.
Кнеза Мојмира наследио је његов синовац Растислав 846. године, након сукоба са источноофраначким краљем Лудвигом II.